# David Jason
David John White OBE (Londres, 2 de fevereiro de 1940) é um ator, comediante, roteirista, apresentador de televisão e produtor inglês. Ele é mais conhecido por seu papel como Del Boy em Only Fools and Horses.
Em setembro de 2006 Jason liderou a lista das "50 maiores estrelas da TV" britânica, como parte das celebrações do 50º aniversário da ITV. Ele recebeu o título de cavaleiro em 2005 por serviços prestados ao teatro, e ganhou quatro BAFTAs, quatro British Comedy Awards e sete National Television Awards.